# Candidats à l'élection présidentielle française de 2007
Pour un article plus général, voir Élection présidentielle française de 2007.
Cette page présente les candidats à l'élection présidentielle française de 2007.
La liste officielle des candidats a été annoncée par Jean-Louis Debré, président du Conseil constitutionnel le 19 mars 2007 à 17 heures 30, après examen des parrainages.

## Candidats officiels

### François Bayrou

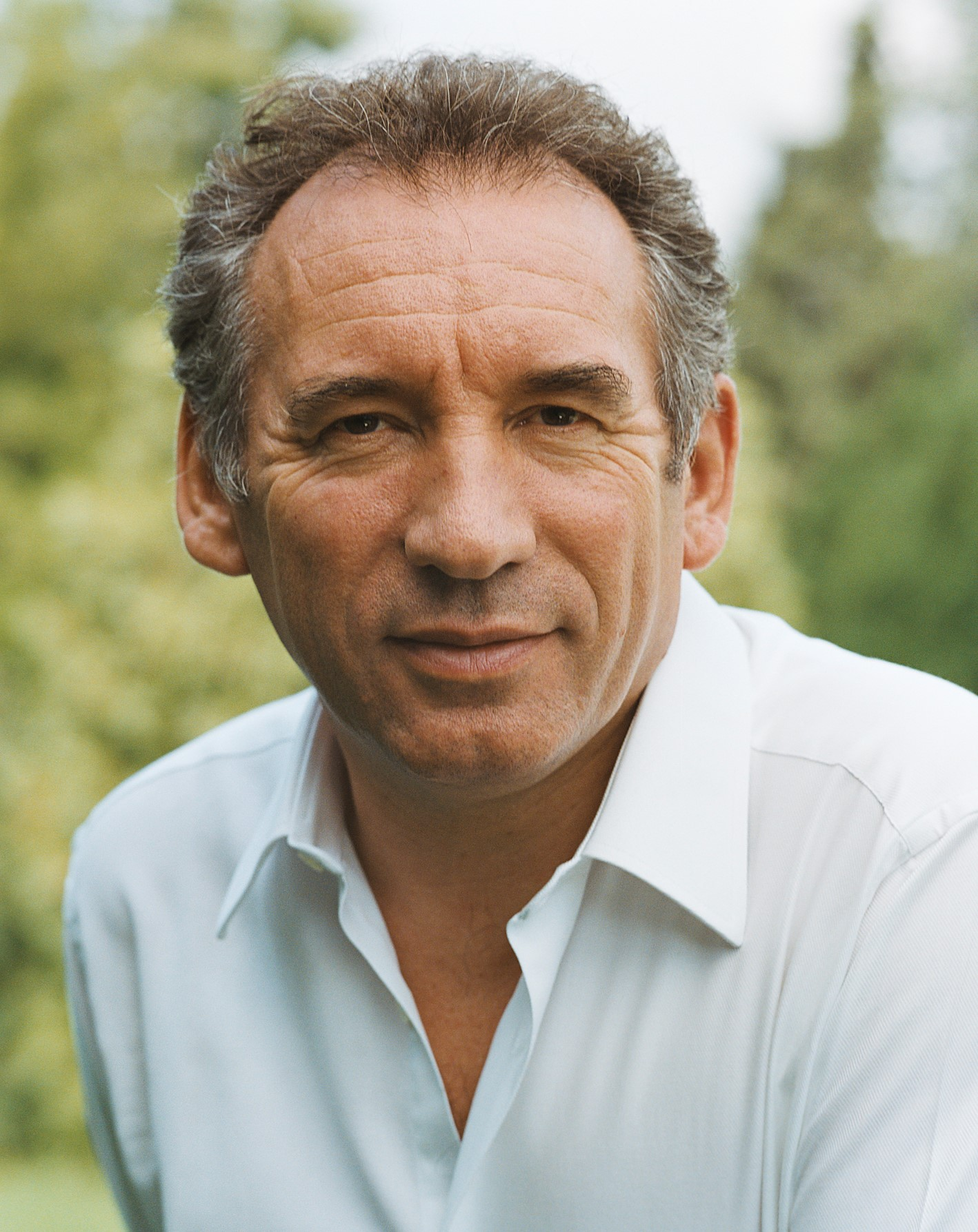
François Bayrou

François Bayrou est le candidat de l'Union pour la démocratie française (UDF). Sa candidature pour l’élection présidentielle de 2007 a été officialisée le 2 décembre 2006 par une annonce dans son fief, le Béarn, à Serres-Castet.
- Mandats et fonctions :
  - Ministre de l’Éducation nationale de 1993 à 1997.
  - Président de l’UDF depuis 1998.
  - Député des Pyrénées-Atlantiques depuis 2002.
- Candidature précédente :
  - 2002 : 6,84 % soit 1 949 170 voix

### Olivier Besancenot

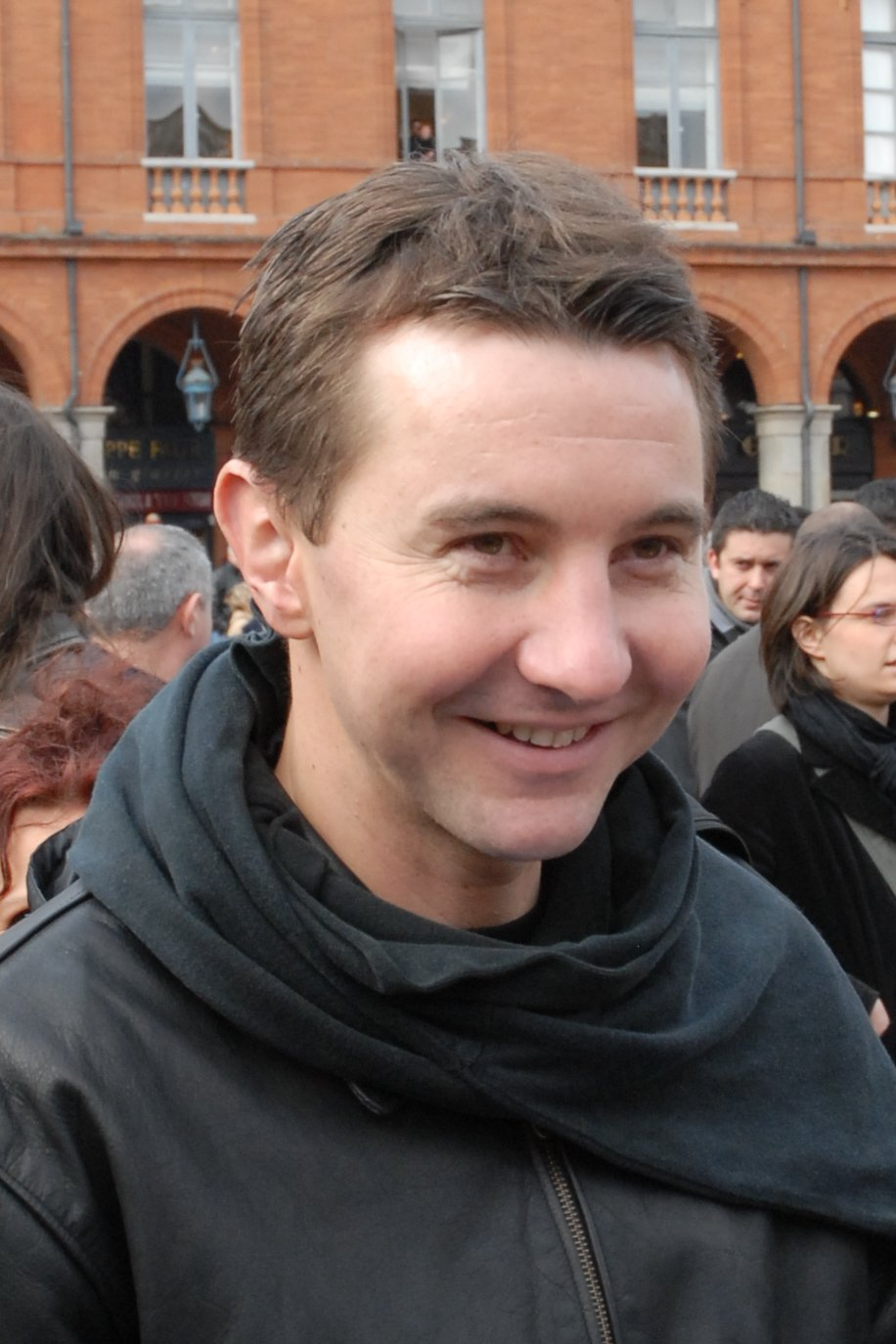
Olivier Besancenot

Olivier Besancenot, né en 1974, porte-parole et candidat de la Ligue communiste révolutionnaire (LCR).
- Candidature précédente :
  - 2002 : 4,25 % soit 1 210 562 voix.

### José Bové

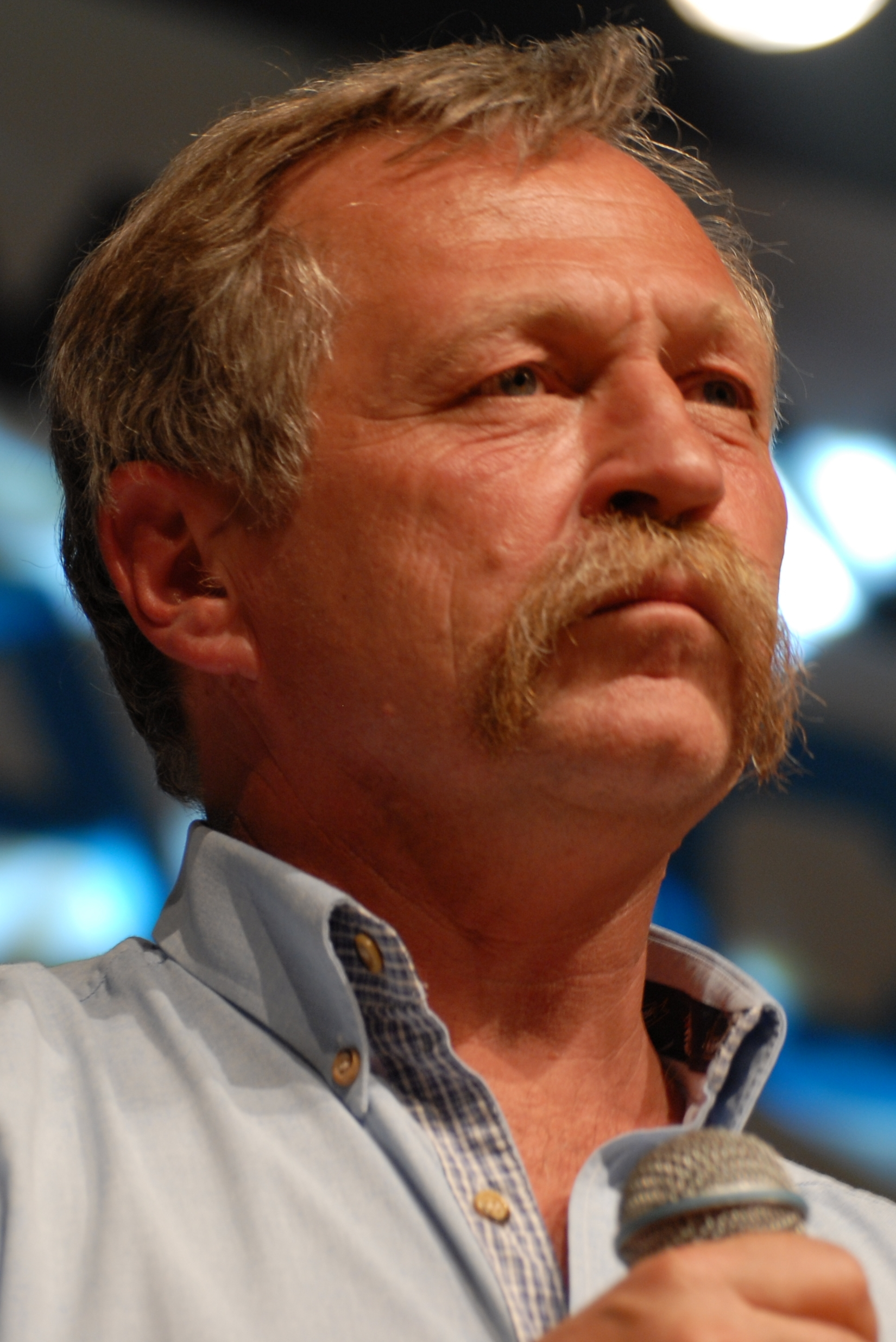
José Bové

José Bové, né en 1953, ancien porte-parole de la Confédération paysanne et figure du mouvement altermondialiste. Il s'est déclaré candidat à la suite d'un appel de plusieurs milliers de personnes en janvier 2007. Il se présente à l'élection « pour redonner l'espoir d'une alternative à gauche » et être « le porte-voix des sans-voix ». C'est la première fois qu'il est candidat à cette élection.

### Marie-George Buffet

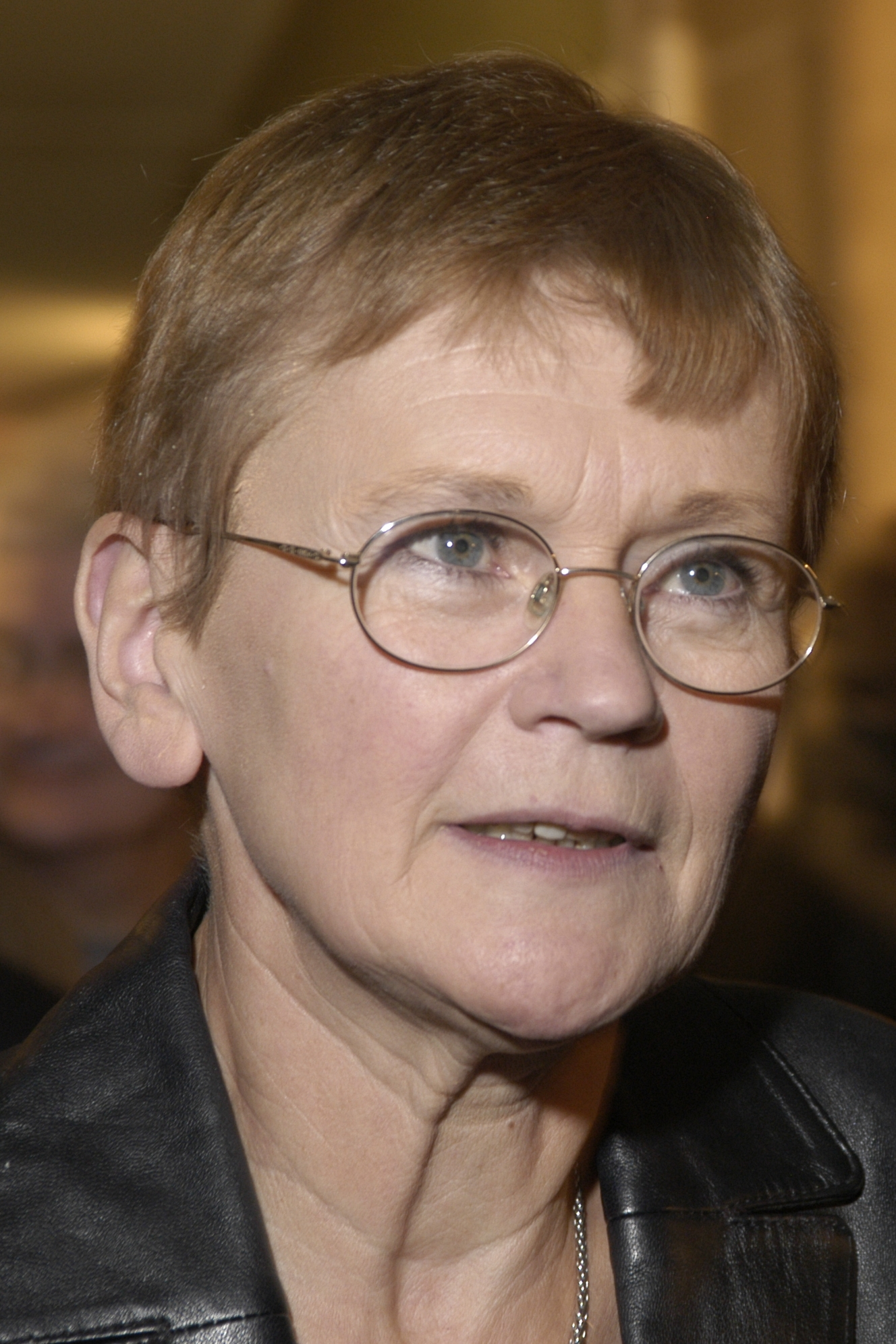
Marie-George Buffet

Marie-George Buffet, née en 1949, femme politique, ancienne secrétaire nationale du Parti communiste français (PCF) et candidate sous la dénomination « gauche populaire et antilibérale ».
- Mandats et fonctions :
  - Ministre de la Jeunesse et des Sports de 1997 à 2002.
  - Secrétaire nationale du PCF d'octobre 2001 au 4 janvier 2007.
  - Conseillère municipale du Blanc-Mesnil, Seine-Saint-Denis, depuis 2001.
  - Conseillère régionale d'Île-de-France du 16 mars 1998 au 1er juillet 2002 puis du 29 mars au 22 avril 2004.
  - Députée de Seine-Saint-Denis (4e circonscription : Le Blanc-Mesnil, Dugny, Stains) du 1er juin au 4 juillet 1997 puis depuis le 16 juin 2002.

### Arlette Laguiller

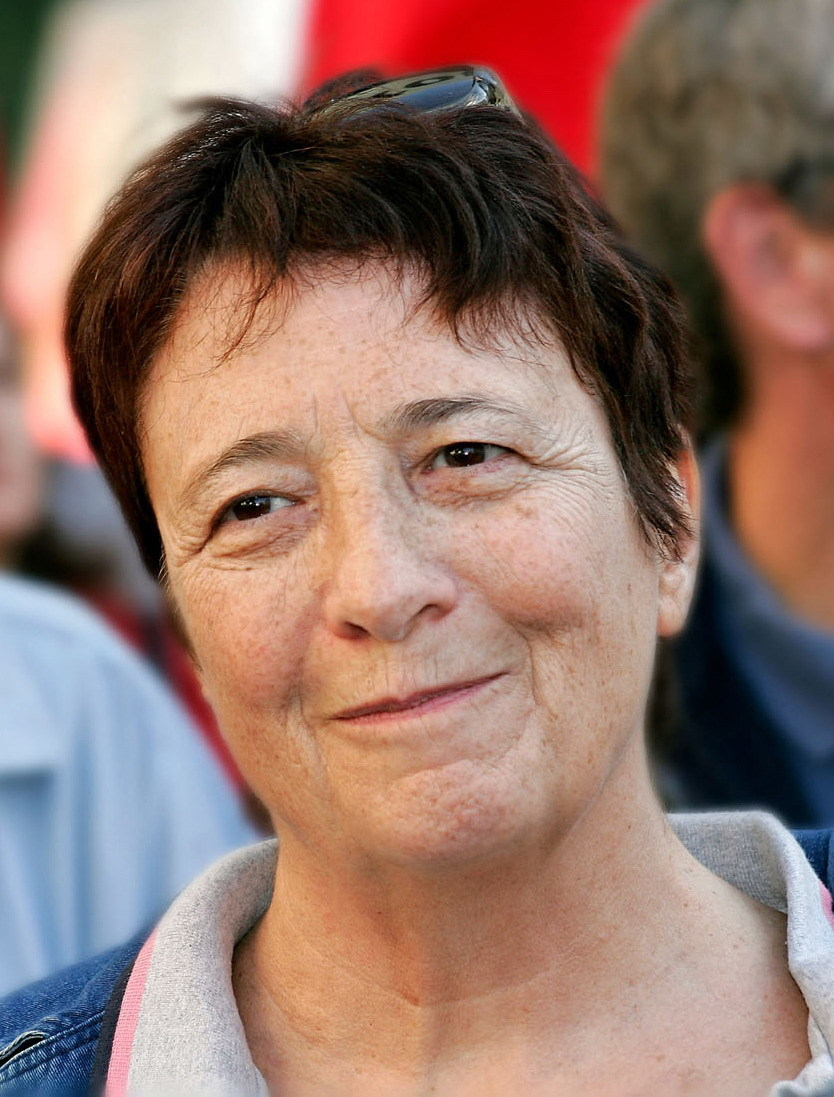
Arlette Laguiller

Arlette Laguiller est la candidate de Lutte ouvrière (LO). Elle déclare le 5 décembre 2005 déclare que sa candidature à l'élection présidentielle de 2007 devrait être la dernière et qu'une jeune militante de Lutte ouvrière lui succédera la fois suivante. Selon elle, « un vivier de jeunes femmes (…) peuvent jouer ce rôle ».
- Mandats et fonctions :
  - Conseillère municipale des Lilas (Seine-Saint-Denis) de 1995 à 2001.
  - Conseillère régionale d'Île-de-France de 1998 à 2004.
  - Députée européenne de 1999 à 2004.
- Candidatures précédentes :
  - 1974 : 2,33 % soit 595 247 voix.
  - 1981 : 2,30 % soit 668 057 voix.
  - 1988 : 1,99 % soit 606 201 voix.
  - 1995 : 5,30 % soit 1 615 653 voix.
  - 2002 : 5,72 % soit 1 630 045 voix.

### Jean-Marie Le Pen

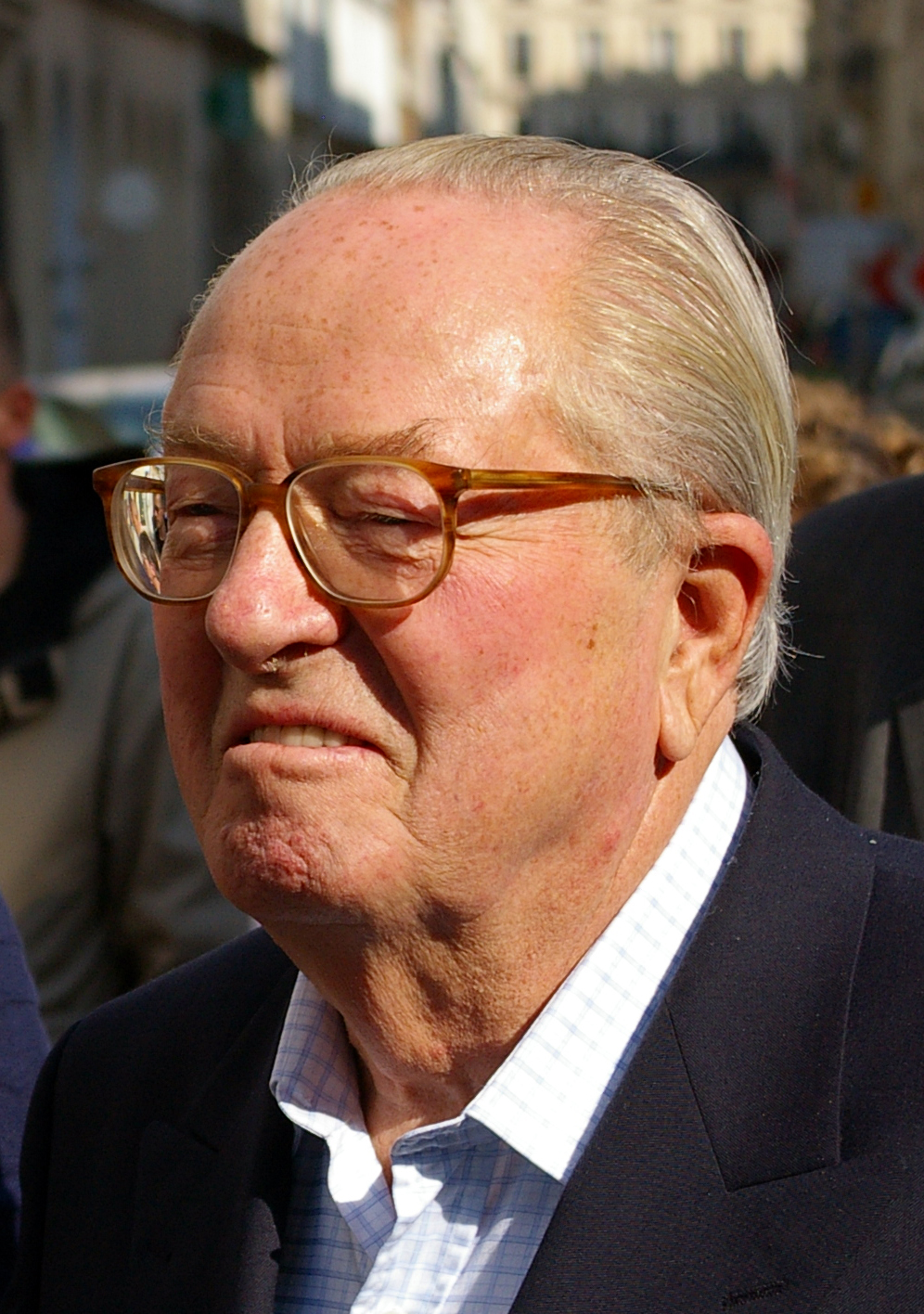
Jean-Marie Le Pen

Jean-Marie Le Pen est le candidat du Front national (FN).
Bruno Mégret, président du Mouvement national républicain (MNR), ainsi que le Parti populiste, ont répondu favorablement à cet appel. Le 20 décembre 2006, Bruno Mégret a annoncé qu’il ne se présenterait pas à l’élection présidentielle, mais soutiendrait Jean-Marie Le Pen lors d’une conférence de presse commune avec celui-ci.
Lors de la pré-campagne, Jean-Marie Le Pen a fréquemment évoqué les difficultés qu’il éprouvait pour obtenir les 500 parrainages d’élus nécessaires à la validation de sa candidature et dénonçait en particulier la publication des listes de parrains.
- Mandats et fonctions :
  - Député de la Seine de 1956 à 1962 au sein du groupe Union et fraternité française (UFF, poujadistes), et, à partir de 1958, siégeant sous l'étiquette du Centre national des indépendants et paysans (CNI).
  - Conseiller du 20e arrondissement de Paris en 1983.
  - Député européen depuis les élections européennes de juin 1984 (systématiquement réélu lors des élections suivantes).
  - Député de Paris de mars 1986 à juin 1988.
  - Élu conseiller régional de Provence-Alpes-Côte d'Azur de mars 1992 à février 2004 (réélu en mars 1998).
- Candidatures précédentes :
  - 1974 : 0,75 % soit 190 921 voix.
  - 1988 : 14,38 % soit 4 375 894 voix.
  - 1995 : 15 % soit 4 571 138 voix.
  - 2002 : 16,86 % au premier tour, soit 4 804 713 voix, et 17,79 % au second tour, soit 5 525 906 voix.

### Frédéric Nihous

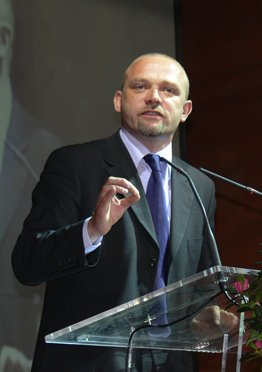
Frédéric Nihous

- Frédéric Nihous est candidat pour Chasse, pêche, nature et traditions (CPNT). C'est sa première candidature à cette élection.

### Ségolène Royal

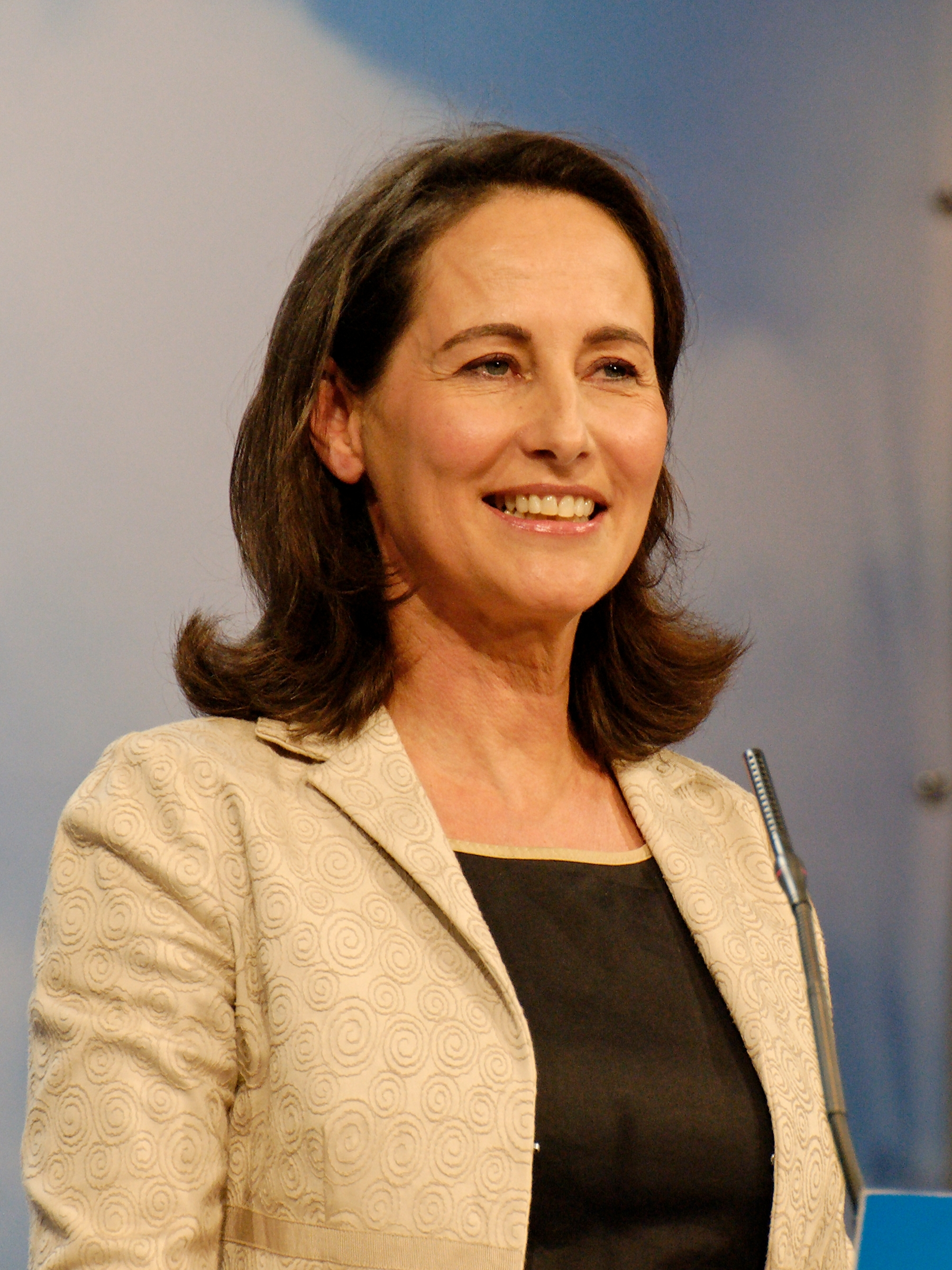
Ségolène Royal

Ségolène Royal a été officiellement désignée candidate du Parti socialiste (PS) à l’issue d’un vote des militants le 16 novembre 2006. Elle a obtenu 60,66 % des suffrages, contre 20,69 % à Dominique Strauss-Kahn et 18,66 % à Laurent Fabius. Ce vote des militants est une règle utilisée depuis 1994. Il s'agit de la première candidature de Ségolène Royal.
- Mandats et fonctions :
  - Conseillère municipale de Trouville-sur-Mer (Calvados) entre 1983 et 1986.
  - Conseillère municipale de Melle (Deux-Sèvres) du 13 mars 1989 au 18 juin 1995.
  - Conseillère municipale de Niort (Deux-Sèvres) du 18 juin 1995 au 18 mars 2001.
  - Conseillère régionale de Poitou-Charentes du 23 mars 1992 au 3 avril 1992 (démissionne pour entrer dans le gouvernement Bérégovoy).
  - Conseillère générale des Deux-Sèvres du 2 avril 1992 au 23 mars 1998
  - Ministre de l’Environnement (1992-93).
  - Ministre de l’Enseignement scolaire (1997-00).
  - Ministre de la Famille (2000-02).
  - Députée des Deux-Sèvres depuis 1988.
  - Présidente du Conseil régional de Poitou-Charentes depuis 2004.

Lors d’un congrès extraordinaire le 22 octobre 2006, le PRG a décidé par 473 voix contre 208 de ne pas présenter de candidat (Christiane Taubira étant candidate à la candidature) et de conclure un accord global avec le Parti socialiste (36 circonscriptions réservées).
Les instances du MRC ont décidé à 84 %, le 10 décembre 2006, de ne pas présenter la candidature de Jean-Pierre Chevènement et soutenir Ségolène Royal dès le premier tour.

### Nicolas Sarkozy

Nicolas Sarkozy

Il est candidat de l'Union pour un mouvement populaire (UMP), il a été désigné officiellement le 14 janvier 2007.
- Mandats et fonctions :
  - Conseiller municipal de Neuilly-sur-Seine en 1977.
  - Maire de Neuilly-sur-Seine à 28 ans en 1983.
  - Député des Hauts-de-Seine en 1988.
  - Ministre du Budget et porte-parole du gouvernement Balladur (1993-95).
  - Tête de liste RPR-Démocratie libérale aux européennes, il obtient 12,82 % des voix en 1999.
  - Ministre de l’Intérieur (2002-2004).
  - Ministre de l’Économie de Jean-Pierre Raffarin en 2004.
  - Élu président de l’UMP avec 85 % des voix en 2004.
  - Ministre de l’Intérieur (2005-2007).

### Gérard Schivardi

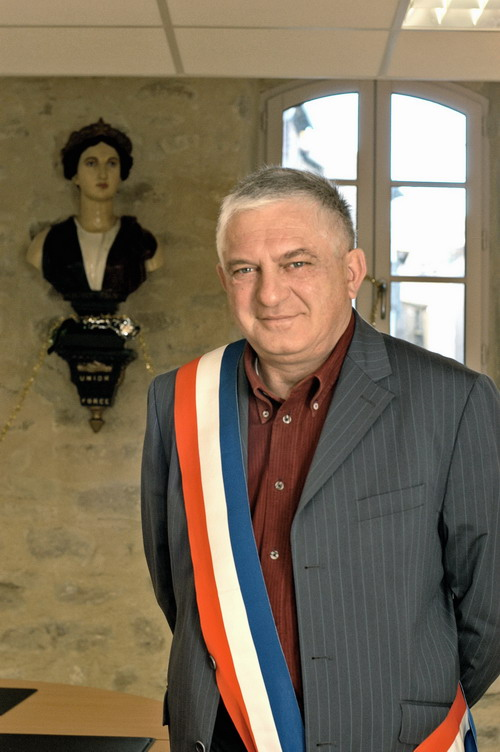
Gérard Schivardi

Gérard Schivardi, maire de Mailhac, investi, le 20 novembre 2006, candidat à la présidentielle par les 46 délégués de 300 maires, soutenu par le Comité national pour la reconquête de la démocratie et par le Parti des Travailleurs (PT). Il s'est présenté comme « candidat de maires ».

### Philippe de Villiers

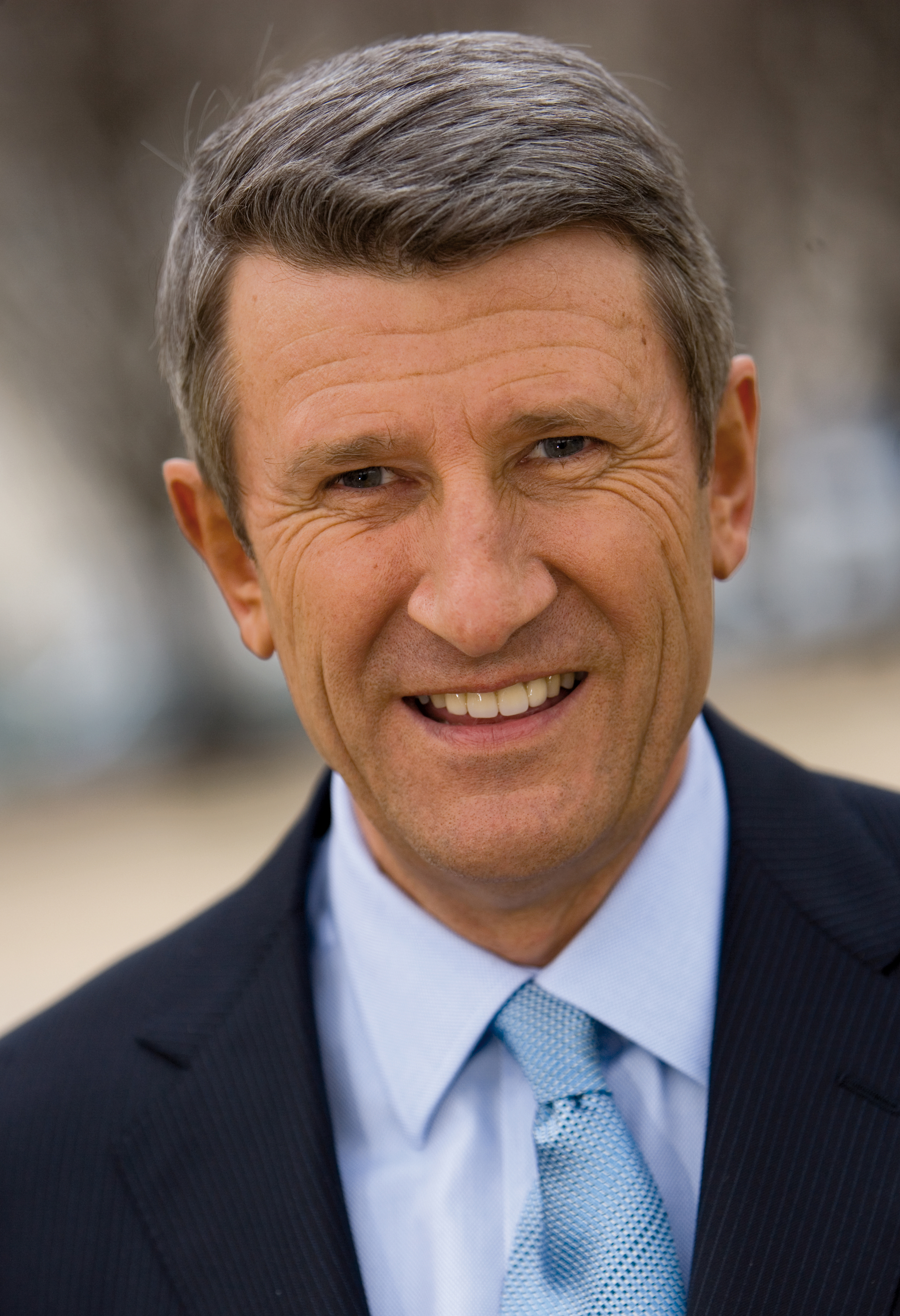
Philippe de Villiers en 2007.

Philippe de Villiers est le candidat du Mouvement pour la France (MPF).
- Candidature précédente :
  - 1995 : 4,7 % soit 1 443 235 voix.

### Dominique Voynet

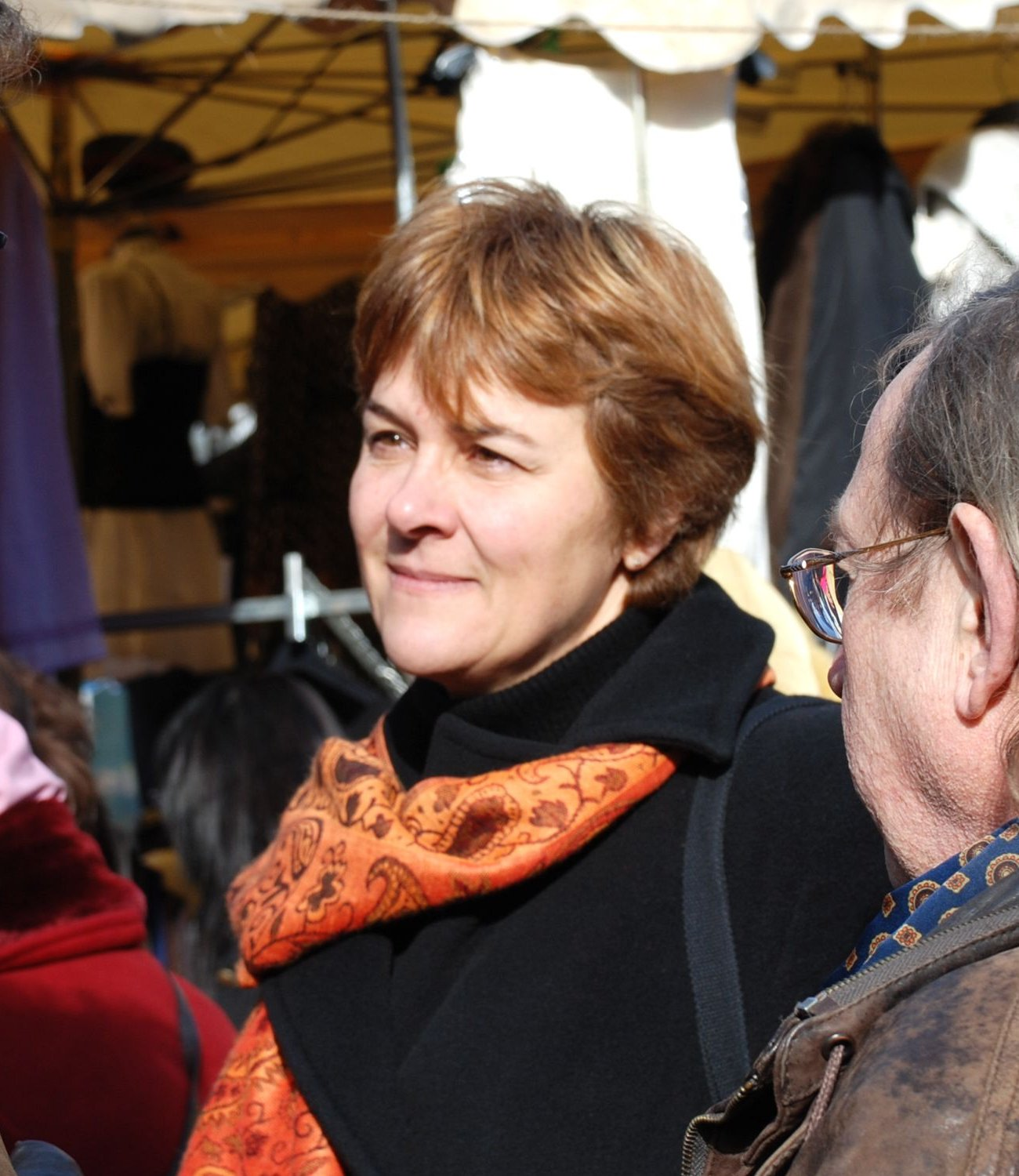
Dominique Voynet

Dominique Voynet est la candidate des Verts.
- Candidature précédente :
  - 1995 : 3,31 % soit 1 010 738 voix.

## Candidats déclarés et finalement écartés
Les personnalités suivantes n'ont pas réussi à réunir toutes les conditions pour déposer un dossier de candidature valide avant le 16 mars 2007 à 18 heures au Conseil constitutionnel (en particulier l'obtention de 500 parrainages d'élus) :
- Yves-Marie Adeline, président du parti royaliste Alliance royale[4] ;
- Jean-Philippe Allenbach, ancien président du Parti fédéraliste[5] et président du Mouvement Franche-Comté[6] ;
- Yves Aubry[7] ;
- Yvan Bachaud[8] ;
- Robert Baud[9] ;
- Michel Baillif, Fédération nationale de l'invalidité ;
- Soheib Bencheikh ;
- Jacques Borie, France Équité ;
- Leila Bouachera ;
- Roland Castro, Mouvement de l'utopie concrète ;
- Jacques Cheminade, Solidarité et progrès ;
- Nicolas Dupont-Aignan, président de Debout la République ;
- Romdane Ferdjani ;
- Édouard Fillias, Alternative libérale ;
- France Gamerre, Génération écologie ;
- Christian Garino, Esperanto Liberté ;
- Jean-Marc Governatori ;
- Pierre Larrouturou ;
- Corinne Lepage, Citoyenneté, action, participation pour le XXe siècle ;
- Cindy Lee, présidente du Parti du plaisir ;
- Nicolas Miguet, Rassemblement des contribuables français ;
- Alain Mourguy, Union droite-gauche ;
- Rachid Nekkaz ;
- Jean-Christophe Parisot ;
- Ange Piccolo, pour son micro-mouvement France Force Intelligence[10] ;
- Éric Taffoureau-Millet, président de l'association Attention ! Handicap, avait déjà tenté sa chance en 2002[11] ;
- Antoine Waechter, président du Mouvement écologiste indépendant[12].

D'autres personnalités s'étaient déclarés éventuels candidats pendant un temps mais se sont désistés avant la date fatidique du dépôt officiel des candidatures :
- Nicolas Hulot ;
- Jean-Pierre Chevènement ;
- Dieudonné ;
- Bruno Mégret ;
- Christine Boutin ;
- Christiane Taubira.

Ont également été écartés par scrutin interne de parti :
- Parti socialiste : Laurent Fabius et Dominique Strauss-Kahn ;
- Les Verts : Yves Cochet, Jean Desessard, Cécile Duflot et Alain Uguen.